# Хомс-Центр
Хомс-Центр (араб. ناحية مركز حمص‎‎) — нохія у Сирії, що входить до складу району Хомс провінції Хомс. Адміністративний центр — м. Хомс.
| Сирія | Це незавершена стаття з географії Сирії. Ви можете допомогти проєкту, виправивши або дописавши її. |